# Abafi
Abafi è un romanzo storico di Miklós Jósika, tra le sue opere più note e di maggior successo, pubblicato per la prima volta nel 1836, in due volumi, a Budapest.
Il primo romanzo fu in realtà Zólyomi, ma dietro consiglio degli amici Abafi venne fatto uscire prima. Questo romanzo storico è considerato come un passo decisivo nonché un pioniere nella storia letteraria ungherese. Il racconto si svolge alla fine del XVI secolo.

## Trama
L'eroe del romanzo, Abafi Olivér, un prestigioso giovane nato in Transilvania, trascorre il suo tempo in intrattenimenti inutili. Dopo una notte passata a cavalcare fino allo sfinimento, barcollante, si imbatte in un bambino sperduto. Dopo averlo raccolto sul suo cavallo lo aiuta a ritrovare sua madre, Izidora, figlia del bandito Deli Markó, la quale afferma che gli sarà per sempre grata per aver salvato suo figlio. In seguito Abafi, convertito all'amore e alla gratitudine, proteggerà chiunque dalla minaccia di pericolo.
E come espressione di gratitudine, per suscitare la coscienza di buone azioni e dare il meglio di sé, Abafi decide di governare le proprie passioni, e così facendo diventa lentamente un uomo migliore. Abafi comincerà a mietere ogni gloria: dalla tavola, alle giostre e ai tornei, ai duelli, alle guerre, conquistando la maggior parte della società.
Innamoratosi di una principessa, decide di combattere in un torneo con un altro cavaliere per attirare l'attenzione su di sé. Alla loro unione si oppongono in molti, e seguiranno altre peripezie; ma infine il protagonista potrà sposarsi ed essere felice.

## Caratteristiche
Abafi appartiene a quel tipo di romanzo storico in cui la maggior parte del racconto è occupata dalle vicende del protagonista, mentre solo pochi brani o personaggi minori delineano il quadro di una realtà storica.
Jósika nella prefazione definisce l'opera un "disegno di un'anima", che così sintetizza: «Una forte volontà può superare ogni cosa spregevole; sarà difficile il cammino verso la perfezione, innumerevoli le battute d'arresto a causa dei soliti cattivi, ma alla fine con la forza mentale si può trionfare e vincere, se si può volerlo.»
Il viaggio del protagonista è definito "il trionfo della forza spirituale". Tra i personaggi femminili, Gyulafiné è senza dubbio un altro esempio di forza di volontà. Colori simili appaiono anche in altri personaggi
Stilisticamente l'autore afferma di aver seguito l'esempio di Walter Scott, dando valore alla ricerca della verità storica, avendo aumentato interesse per il passato nazionale, e inserendo molte descrizioni meticolose, come accade in Scott; tanto che la critica non stenta a ritenere Abafi un "parallelo" del Waverley di Scott, capostipite del genere storico.

## Accoglienza
Il romanzo ottenne l'ammirazione del pubblico e fu lodato dall'Accademia ungherese delle scienze.
Il libro è stato pubblicato nel 1839 per la seconda volta. La traduzione in tedesco a Lipsia nel 1838 e nel 1839.
Nel 2020 è stata realizzata la prima traduzione in lingua italiana del romanzo.
Al di là del suo successo, Abafi rimane nella storia della letteratura come il primo vero romanzo storico ungherese.
Alcuni traduzioni (tra cui la serba e l'inglese) hanno reso il titolo come "Il Figlio di Aba". Tale interpretazione è frutto di un malinteso: nella forma, Abafi è sì un patronimico (il suffisso "fi" starebbe per "figlio di..."), ma nei fatti è un semplice cognome; l'autore per ben due volte, nel romanzo, cita il padre di Olivér Abafi con il nome Gedeon.

## Influenza culturale
Il fisico serbo Nikola Tesla nella sua autobiografia cita il romanzo come una delle letture più importanti della sua vita, e che avrebbe comportato una svolta nettissima nella sua esistenza.